# OpenGL ES
OpenGL ES (Open Graphics Library for Embedded System, parfois abrégé en OGLES ou GLES) est une spécification du Khronos Group qui définit une API multiplateforme pour la conception d'applications générant des images 3D dérivée de la spécification OpenGL, sous une forme adaptée aux plateformes mobiles ou embarquées telles que les téléphones mobiles, les assistants personnels (PDA), les consoles de jeu vidéo portables, les lecteurs multimédia de poche ou de salon... La console PlayStation 3 utilise également un dérivé d'OpenGL ES, nommé PSGL.

## Implications
OpenGL ES est principalement une simplification d'OpenGL, qui offre une API plus légère (économe en mémoire et coût processeur) et une simplification plus poussée.
Une API plus légère est plus indiquée car elle devra se connecter à des plateformes généralement peu puissantes et peu fournies en mémoire vive. De nombreuses fonctionnalités d'OpenGL ont donc été volontairement laissées de côté pour créer OpenGL ES. Certaines extensions ont été intégrées voire ajoutées dans le profil par défaut, car indispensables dans ces environnements, d'autres ont été conservées, mais la plupart ont été éliminées. Les calculs se font préférentiellement en virgule fixe, du fait que les processeurs concernés ne disposent que rarement de capacité de calcul en virgule flottante.
C'est une simplification appréciable au niveau des spécificités des plateformes, qui facilite le travail des développeurs. En effet, un développeur 3D classique doit gérer une ou deux consoles et/ou un ensemble de cartes graphiques émanant des deux ou trois principaux constructeurs. Un programmeur de plateformes embarquées doit adresser des centaines de mobiles différents, pour une dizaine de marques, tournant sous trois ou quatre systèmes d'exploitation (Windows Mobile, Symbian, Android, Brew, Linux, WIPI...), avec des cartes graphiques en provenance des trois principaux fournisseurs (ATI, NVidia, Imagination Technologies) et des écrans de résolutions très différentes, en orientation portrait ou paysage. Il est donc nécessaire pour lui de pouvoir préciser ses besoins et de laisser ensuite OpenGL ES faire les choix internes, tout comme il est important que le rendu logiciel ou accéléré se contrôle de la même manière.
Certains navigateurs récents permettent, grâce à WebGL et JavaScript, d’afficher du contenu 3D en OpenGL ES de manière native. Cela ouvre des perspectives pour le développement de jeux 3D en ligne.

## Différentes normes
OpenGL ES a connu quatre révisions principales :
- 1.0, dérivée d'OpenGL 1.3, fut conçue pour le rendu 3D logiciel. Il s'agit donc en fait d'une spécification de moteur de rendu 3D logiciel multiplateforme.
- 1.1, dérivée d'OpenGL 1.5, est sortie par la suite pour adapter la norme à l'arrivée de l'accélération matérielle sur ces plateformes en ajoutant/étendant certaines fonctionnalités. Un Expansion Pack fournit la possibilité d'un niveau de fonctionnalités supérieur.
- 2.0, dérivée d'OpenGL 2.0, est arrivée peu avant les prototypes de processeurs embarqués haut de gamme. Elle s'allège de la plupart de ses fonctions précédentes dont toute son API de rendu à cheminement (pipeline) fixe pour laisser la place à un système de shaders basé sur une variation de GLSL.
- 3.0 (Haiti), dérivée d'OpenGL 3.3 et 4.2, a été présentée le lundi 6 août 2012 au salon Siggraph[1],[2].
- 3.1 dont les spécifications sont sorties le 4 juin 2014[3].
- 3.2, incorpore plusieurs fonctionnalités telles que les "geometry shaders" et "tessellation shaders" dérivée de OpenGL, présentée le Mercredi 10 août 2015 au salon Siggraph.

Une norme 1.2 était prévue mais ne fut jamais publiée.
Il existe également OpenGL ES-SC 1.0 (OpenGL ES for Safety Critical application), pour les applications militaires, d'aviation civile ou autres activités ne tolérant pas de défaillance. Un retrait de fonctionnalités le rend plus léger et plus sûr.
La spécification d'OpenGL ES ne bénéficie pas pour le moment d'un mécanisme de certification pour le matériel. Tout produit peut donc se prétendre compatible OpenGL ES sans que n'ait été vérifié son degré de conformité à la norme. Les implémentations doivent en revanche subir une batterie de tests pour être déclarées conformes ; dans les faits, peu tentent de la passer.

### Vulkan
Le 7 janvier 2014, le Khronos Group annonce initialement Vulkan sous le nom d'OpenGL ES Next, OpenGL ES Next est l'équivalent d'OpenGL Next pour la série embarquée. Il reprend les avancées de Gallium3D dans l'implémentation libre Mesa 3D d'OpenGL, qui a démontré avec Gallium3D, et en particulier LLVMpipe, qu'il était possible d'avoir des performances relativement correctes avec un rendu 3d uniquement logiciel, à condition d'utiliser plus intelligemment les différentes ressources disponibles (cœurs, etc.), ces avancées ont également permis de réduire l'utilisation du CPU lorsque l'accélération matérielle était présente. Ces avancées ont d'abord inspiré la création de Mantle_(API) chez AMD, puis des modifications chez Microsoft avec Direct3D 12 et de nouveau Khronos avec OpenGL Next. Dans tous ces cas, l'API est remise à plat et les erreurs de conception des versions précédentes, inadaptées aux avancées techniques et technologiques du matériel, éliminées des spécifications.
Finalement, Vulkan unifie à la fois la version embarquée OpenGL ES et de bureau OpenGL.

## Implémentation logicielle
- Hybrid Mobile Framework a été l'une des premières solutions disponibles et reste l'une des plus connues,
- Vincent est une implémentation libre d'OpenGL ES 1.1, ayant passé les tests de conformité,
- Imagination Technologies propose une bibliothèque de développement émulant OpenGL ES au travers d'OpenGL.
- La bibliothèque logicielle libre Mesa, utilisée sous X.org, est compatible avec les versions 1.1 et 2.0 d'OpenGL ES
- Android prend en charge OpenGL ES 2.0 depuis la version 2.0 d'Android [6]
- Android 4.3 prend en charge OpenGL ES 3.0 si les pilotes des puces sont compatibles[7]

## Support matériel
Il existe plusieurs processeurs graphiques possédant des pilotes OpenGL ES. 
- ATI Imageon 2300 (OpenGL ES 1.0) racheté par Qualcomm puis renommé Adreno et utilisé dans ses SoC Snapdragon.
- Imagination Technologies PowerVR MBX (OpenGL ES 1.1) et PowerVR SGX (OpenGL ES 2.0), PowerVR serie 6 (OpenGL ES 3.0), PowerVR serie 7 (OpenGL ES 3.1), PowerVR serie 7XT et 8XE (OpenGL ES 3.2)
- Vivante Corporation (OpenGL ES 1.1 et 2.0) [8]
- ARM Mali, séries 55 et 200 (OpenGL ES 1.1), série 400 (OpenGL ES 1.1 et 2.0), ainsi que les séries T600 et T700 (OpenGL ES 1.1, 2.0 et 3.0), T800 (1.1, 2.0, 3.1 et 3.2), G-71 et G-51 (1.1, 2.0, 3.1 et 3.2). ARM a également sorti, le 6 août 2012, un émulateur capable, pour faciliter le développement des applications, d'émuler l'API OpenGL ES 3.0 sur du matériel supportant OpenGL 3.3 et supérieur[9]
- Nvidia Fermi, Kepler, Maxwell ainsi que Pascal supportent OpenGL ES 3.0 3.1 et 3.2.
- Intel HD Graphics série 2000 – 6000 et HD/Iris 400, 500, 600, inclus dans la série Sandy Bridge et ses successeurs de la série Ivy Bridge, Haswell, Skylake , Goldmont et Kaby Lake à l'aide de la bibliothèque libre Mesa EGL (du projet Mesa).

## Problèmes
Un problème inattendu est souvent observé durant les développements. Comme les plateformes mobiles ont le plus souvent un cycle de vie très court, les pilotes sont également écrits rapidement, avec des implémentations pauvres, laissant de côté la plupart des extensions (telles que le maillage (skinning), le cube environment mapping ou certaines extensions propriétaires comme la compression de texture PVRTC du MBX), et même parfois certaines fonctions "standards mais trop complexes", telles que les Vertex Buffer Objects.
De nombreuses applications sont développées pour OpenGL, qui a un jeu d'instructions plus étendu. Certaines tentatives existent permettant de faire fonctionner des applications OpenGL sur OpenGL ES. C’est dans ce contexte qu’intervient glc-te, une solution qui vise à faciliter la compatibilité entre les différentes versions d’OpenGL et OpenGL ES, en s’attaquant notamment aux lacunes des pilotes mobiles.
GLshim (https://github.com/lunixbochs/glshim) permet par exemple d’exécuter des applications OpenGL 1.0 sur une plateforme compatible OpenGL ES 1.0.